# Xã Palmyra, Michigan
Xã Palmyra (tiếng Anh: Palmyra Township) là một xã thuộc quận Lenawee, tiểu bang Michigan, Hoa Kỳ. Năm 2010, dân số của xã này là 2.084 người.